# 澌溪寺塔
25°07′02″N 113°36′16″E / 25.11722°N 113.60444°E
澌溪寺塔位于中国广东省仁化县董塘镇澌溪山瑶族村，是一座宋代楼阁式砖塔，1979年被列为广东省文物保护单位。
澌溪寺塔在澌溪寺旁，原名秀宝塔。现寺已不存。澌溪寺塔平面四角，边长3.46米，七层，为穿心绕平座式仿木楼阁式砖塔，残高23.14米。塔身各层置假平座，各层用菱角牙子和挑檐砖相间叠涩出檐，角柱置砖砌仿木一斗三升斗栱，各面正中置丁头栱一攒。据建筑风格分析，应为宋代遗构。